# سیتزیانو
سیتزیانو (به ایتالیایی: Siziano) یک کومونه در ایتالیا است که در استان پاویا واقع شده‌است. سیتزیانو ۱۱٫۸ کیلومتر مربع مساحت و ۵٬۵۸۴ نفر جمعیت دارد.